# هو جینتائو
هو جینتائو (چینی: 胡锦涛؛ زادهٔ ۲۱ دسامبر ۱۹۴۲) در سال ۲۰۰۲ به مقام دبیرکل حزب کمونیست چین برگزیده شد و رئیس‌جمهور چین و فرمانده (کمیسیون نظامی) کل نیروی نظامی چین بود. هو جینتائو در ماه مارس ۲۰۰۳ به جانشینی جیانگ زمین به مقام فرمانده کمیسیون نظامی حزب کمونیست چین از طرف کنگره خلق برگزیده شد.

## جوانی
هو جینتائو در سال ۱۹۴۲ در تایژو، جیانگسو متولد شد. اجداد او اهل روستای جیکسی واقع در جنوب شرقی استان آنهویی می‌باشند. خاندان او در زمان پدربزرگش به تایژو مهاجرت کردند. هو در دبیرستان، دانش آموز بااستعدادی بود و در فعالیت‌هایی چون آواز و رقص برجسته بود. در سال ۱۹۶۴، پیش از انقلاب فرهنگی، در زمان دانشجویی در دانشگاه چینهوا پکن بود به عضویت حزب کمونیست چین درآمد. وی در سال ۱۹۶۴ در رشته مهندسی هیدرولیک فارغ‌التحصیل شد.
هو در سال ۱۹۶۵ به گانسو نقل مکان کرد و در نیروگاه آبی تحت سیاست مائو تسه‌تونگ مبنی بر «جنبش عزیمت به حومه، رفتن جوانان به کوه و مناطق روستایی» مشغول به کار شد. هو از ۱۹۶۹ تا ۱۹۷۴ برای دفتر مهندسی شماره ۴ سینو هایدرو به عنوان مهندس مشغول شد. او در ۱۹۷۴ به بخش ساخت و ساز گانسو منتقل گردید و به منشی‌گری پرداخت. یک سال بعد به نایب رئیس ارشد ارتقا یافت. طی همین دوران با اولین استاد خود، سانگ پینگ، اولین دبیر کمیته حزب کمونیست چین در گانسو (در نتیجه فرماندار اصلی گانسو) آشنا شد. سانگ استعداد هو را دریافت و به او یاری رساند تا به معاون مدیر وزارت مسکن گانسو در ۱۹۸۰ ارتقا یابد. ون جیاباو، دیگر تربیت یافته سانگ نیز هم‌زمان سرشناس شد. هو در سال ۱۹۸۱ در کنار دنگ نان دختر تنگ شیائوپنگ و هو دپینگ پسر هو یائوبانگ در دانشکده مرکزی حزب در پکن دوره دید. دنگ نان تحت تأثیر هو قرار گرفت و او را به پدرش معرفی کرد. هو دپینگ حتی هو جینتائو را به منزلش دعوت کرد و به این ترتیب جینتائو با هو یااوبانگ، عضو برجسته کمیته مرکزی حزب کمونیست آن زمان آشنا شد. تواضع هو جینتائو، هو یاوبانگ را تحت تأثیر قرار داد. هو در ۱۹۸۲ به مقام دبیر مجمع جوانان کمونیست شعبه گانسو ارتقا یافت.

## به قدرت رسیدن

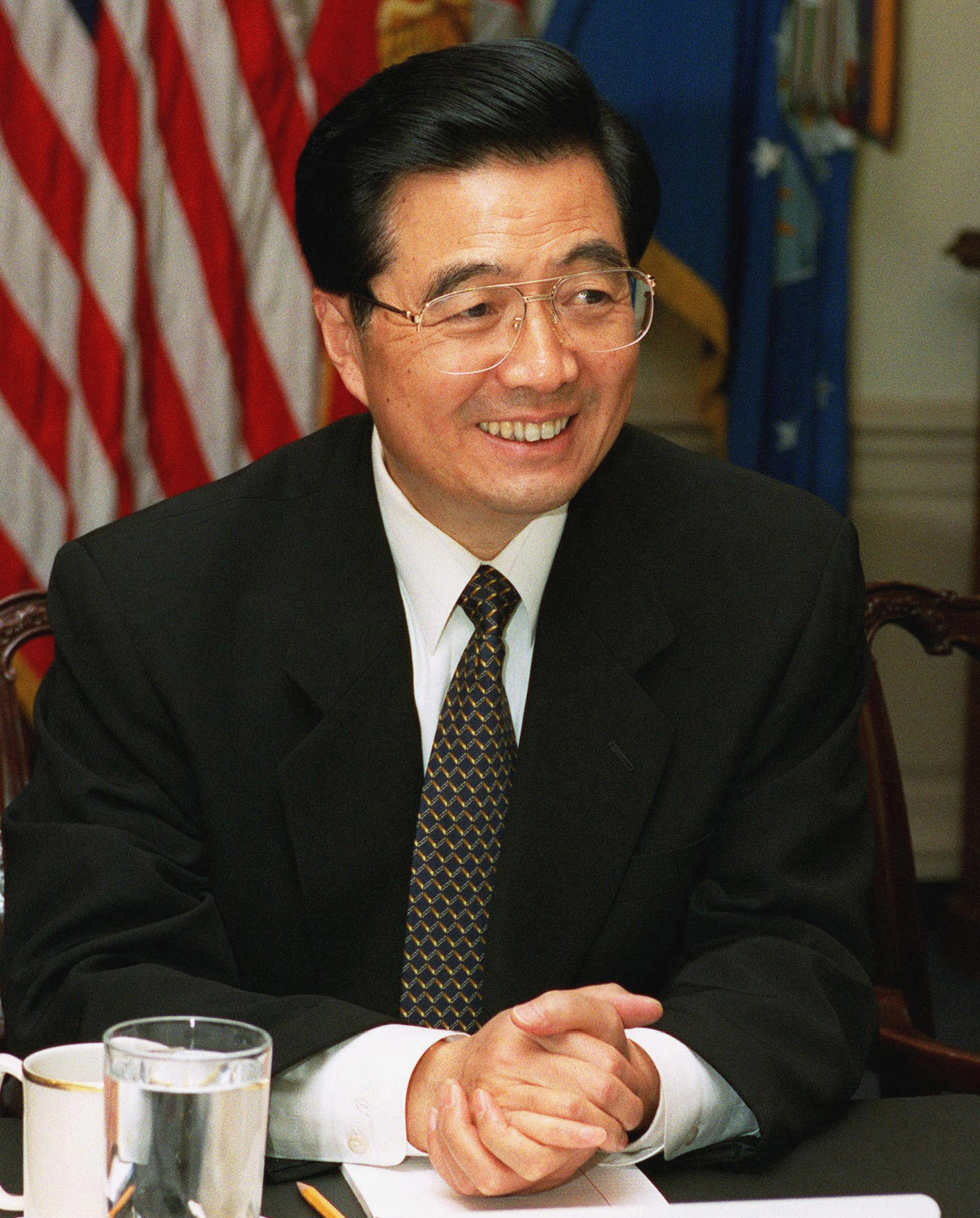
هو جینتائو در سال 2002

سانگ پینگ، استاد وی در مقام وزیر سازمان حزب کمونیست چین به پکن(北京)منتقل شد و مسئول ارشد قسمت معرفی، کاندیداتوری و ترفیع گردید. با حمایت هو یائوبانگ و دنگ شیائوپینگ، آینده درخشان هو در حزب تضمین شد. در ۱۹۸۲ هو به پکن منتقل و دبیر کمیته مرکزی مجمع جوانان کمونیست («کمیته مرکزی») شد. دو سال بعد هو به دبیر اول کمیته مرکزی و در نتیجه رهبر اصلی آن ارتقا یافت. هو طی دوران دبیری خود در مجمع جوانان، هو یائوبانگ، دبیرکل حزب کمونیست چین آن زمان، را در تمام سفرهای داخلی وی همراهی می‌کرد. هو یاوبانگ که خود سابقه خدمت در مجمع جوانان را داشت همکاری با هو برایش در حکم یادآوری خاطرات گذشته خود بود. رابطه عمیق بین هو یاوبانگ و هو باعث شد تا او در سال‌های دستیابی به شهرت ملی به خدمت‌گیری هو یاوبانگ اصرار ورزد.
هو در ۱۹۸۵ به گوییزو منتقل شد و به دبیری کمیته حزب کمونیست چین در گوییزو منصوب گشت و بدین ترتیب استاندار شد. هو بر خلاف اعضای گروه سری شانگهای، بیشتر دوران کاری خود را در پس کرانه فقیرتر چین سپری کردند تا در مناطق ثروتمند ساحلی. تقریباً به همین دلیل تا پیش از رسیدن به قدرت برای تحلیل گران غرب زیاد شناخته شده نبود. وی در ۱۹۸۷ به موازات دیوار دموکراسی، محتاطانه اعتراض دانشجویی محلی ترتیب داد درحالیکه اعتراضات مشابه منجر به استعفای اجباری هو یاوبانگ شد.
هو در ۱۹۸۷ طی بی‌ثباتی سیاسی و شورش مردم تبت برای استقلال به ریاست حزب منطقه خودمختار تبت منسوب گردید. هو مسئول سرکوب سیاسی اوایل ۱۹۸۹ بود که به مرگ چندین نفر از مردم تبت و فعالان منجر شد. وی در جهت اصلاح فعالیت‌های فرهنگی نیز گام برداشت. موضع بی‌رحمانه او در تبت باعث شد او را رهبر عقیدتی بدانند و بعد هم توجه دولت مرکزی پکن را به خود جلب کرد.

## کاندیداتوری
پیش از گشایش چهاردهمین کنگره ملی حزب کمونیست چین، رهبران حزب کمونیست چین، اعم از دنگ شیائوپینگ و چن یون، نامزدهای کمیته دایمی مرکزی حزب کمونیست را انتخاب کردند تا انتقال آرام قدرت از رهبران به اصطلاح نسل دوم (ونگ، چن، هو، یاوبانگ و غیره) به رهبران نسل سوم حزب کمونیست چین (جیانگ زمین، لی پنگ، کیااوشی و غیره) تضمین شود. دنگ پیشنهاد کرد انتخاب نامزد دیگری جهت انتقال آنی قدرت از سوی آن‌ها نیز صورت گیرد. سانگ در مقام رئیس سازمان، هو را به عنوان نامزد ایدئال رهبری آینده پیشنهاد کرد. در نتیجه هو جینتائو که در آن زمان پنجمین دهه زندگیش را سپری می‌کرد جوانترین عضو در میان هفت عضو کمیته دائمی مرکزی حزب کمونیست چین شد. تقریباً آشکار بود که هو به عنوان عنصر اصلی رهبران نسل چهارم حزب کمونیست چین، جانشین جیانگ زمین خواهد شد. هو در ۱۹۹۳، دبیر کمیته مرکزی حزب کمونیست چین شد که نظارت روزانه بر عملیات کمیته مرکزی و دانشکده مرکزی حزب را عهده بود که از نظر جمع کردن حامی در بین کادر ارشد حزب کمونیست چین برای وی مفید بود. هو مسئول امور عقیدتی حزب کمونیست چین نیز بود. اگرچه هو جانشین جیانگ شد، همیشه مراقب بود جیانگ در کانون توجه قرار گیرد. در ۱۹۹۸ هو معاون رئیس‌جمهور چین شد و جیانگ خواستار برخورداری هو از نقش فعالتر در امور خارجی بود. هو در زمان بمباران سفارت چین در بلگراد توسط آمریکا در ۱۹۹۹ به صدای مردم تبدیل شد.
هنگامی که بالاخره در کنگره ملی شانزدهم حزب کمونیست چین در ۲۰۰۲ انتقال صورت گرفت، جیانگ زمین میلی به ترک مرکز قدرت نداشت. مردم معتقد بودند او و اعضای کمیته مرکزی حزب کمونیست را از میان اعضای به اصطلاح «گروه سری شانگهای» همچون وو یانگو، جیاکینگلین، زنگ کینگهونگ، هوآنگ جو و لی چانگ چونگ انتخاب می‌کند تا کنترل جیانگ زمین بر پشت پرده تضمین شود. جیانگ زمین در سمت ریاست کمیسیون مرکزی ارتش باقی‌ماند.

## ریاست جمهوری

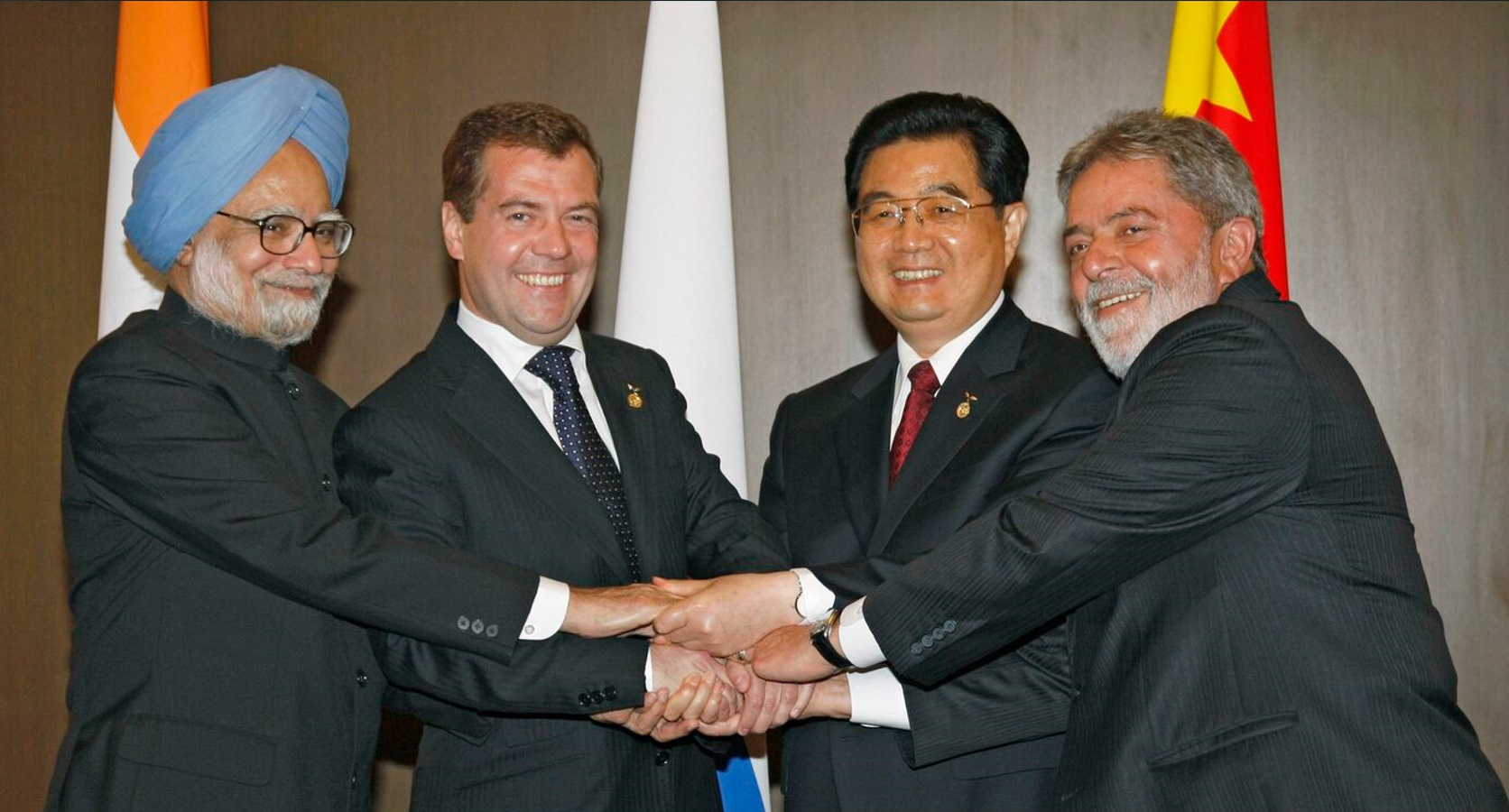
هو همراه با رهبران کشوران روسیه، هند و برزیل

از زمان عهده‌دار شدن سمت دبیر کلی حزب در شانزدهمین کنگره ملی حزب کمونیست چین، هو تغییر سیاست‌های «اول تولید ناخالص داخلی دوم رفاه» را مطرح کردند. آن‌ها بر بخش‌هایی از جمعیت چین تمرکز کردند که از اصلاح اقتصادی کنار گذاشته شده بودند و سفرهای بسیاری با هدف درک بهتر مناطق حقیرتر به این مناطق ترتیب دادند. هو و ون جیا با او سعی بر اجتناب چین از سیاست رشد اقتصادی به هر قیمت و سوق دادن آن به سمت دیدگاه، متعادلتر بودند که رشد شامل بخش‌هایی شود که از نظر اجتماعی دارای وضعیت نابرابر و از نظر محیطی آسیب دیده هستند. از جمله استفاده از تولید ناخالص داخلی محیط زیست در تصمیمات کارگزینی. اما گروه جیانگ زمین در بیشتر مناطق در حال توسعه کنترل را بدست آورد و در نتیجه اقدامات هو و ون در کنترل بر اقتصاد کلان با مقاومت شدید روبرو شد.

## بحران سارس
اولین بحران در دوره رهبری او طی شیوع سارس در ۲۰۰۳ به وقوع پیوست. او به دنبال انتقاد شدید از چین به خاطر پنهان‌کاری و دیر مقابله کردن با بحران، بسیاری از مقامات حزب و دولت را اخراج کرد از جمله وزیر بهداشت که حامی جیانگ بود و سنگ زوئنونگه شهردار پکن، که دست نشانده هو به‌شمار می‌رفت. اخراج جنگ گاهی سازش به منظور از بین بردن حمایت از جیانگ در حزب در نظر گرفته می‌شد. هو و ون در جهت هر چه شفاف شدن گزارش چین به سازمان بین‌المللی بهداشت گام برداشتند که به‌طور غیرمستقیم باعث ضربه زدن به موضع جیانگ در این مورد شد.
هو بار دیگر رهبری خود را در پاسخ پنهان پکن به اعتراض علیه اعمال ماده ۲۳ قانون اساسی هنگ کنگ در ۲۰۰۳ در هنگ کنگ نشان داد. در حرکتی بی‌سابقه، دولت هنگ کنگ پس از اعتراض مردمی ۱ ژوئیه ۲۰۰۳ از اعمال مذکور منصرف شد. هم‌زمان هو پس از ارزیابی جو عمومی هنگ کنگ، حمایت خود از تانگ چی هو، بالاترین مقام اجرایی هنگ کنگ را به نمایش گذاشت. بسیاری از ناظران اقدام دولت مرکزی را شیوه مسالمت‌آمیز هو می‌دانند و بر خلاف تانگ چی هو در هنگ کنگ شخصیت محبوبی باقی می‌ماند.

## جانشینی جیانگ زمین

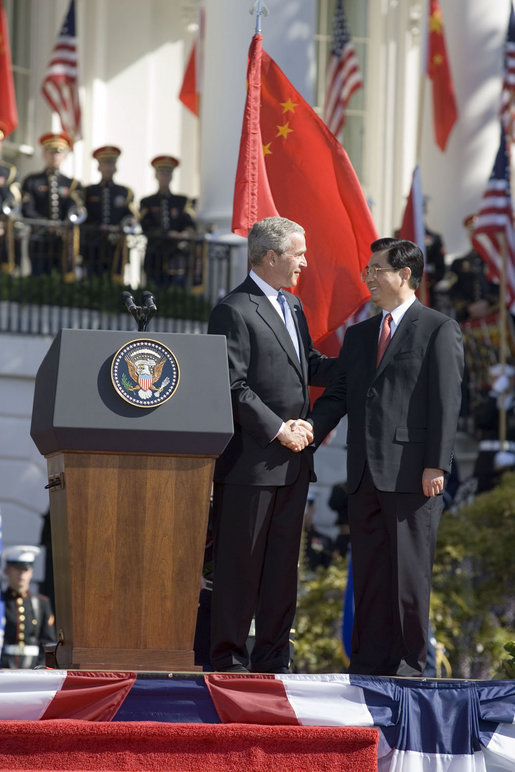
هو به همراه جرج دابلیو. بوش

اگرچه جیانگ زمین که در آن زمان ۷۶ ساله بود، از کمیته بانفوذ دائمی مرکزی حزب کمونیست کناره‌گیری کرد تا راه را برای هو رهبر جوان‌تر از نسل چهارم رهبران چین باز کند اما به نظر می‌رسید جیانگ زمین در منصب قدرت باقی خواهد ماند چرا که هو با گروه شانگهای جیانگ که ۶ نفر از ۹ عضو جدید کمیته دائمی قدرتمند به آن وابسته بودند، همکاری نداشت. اما بعدها بسیاری از اعضا تغییر موضع داده‌اند و هوآنگ جو و لی چانگ چان تنها حامیان وفادار جیانگ باقی‌مانده‌اند. به‌علاوه جیانگ برای مقاوم ریاست کمیسیون مرکزی ارتش حزب کمونیست چین دوباره انتخاب شد همان مقامی که ونگ زیا اوپینگ را به عنوان رهبر ارشد قادر به دست‌گیری قدرت پشت پرده کرد.
چین دارای تاریخچه وارث مطلق بر کنار شده‌است که بسیاری ناظران معتقدند به همن خاطر است که ناظران خارجی با سوءظن به هو جینتائو می‌نگرند. چین همیشه به خاطر مسئولان قدیمی مانند دنگ شیائوپینگ که از طریق «دست نشانده‌هایش» قدرت پشت پرده را در اختیار می‌گیرند، دچار مشکل جانشینی بوده‌است. دنگ قادر به تعیین سه دبیر برای حزب بود و در عزل دو نفر از آنها، هو یائوبانگ و جائو تسیانگ، دست داشت. در پی سومین و آخرین انتخابش، جیانگ زمین، به‌طور غیرآشکار به حمایتش از حزب ادامه داد و تنها دبیر کابینه در تاریخ کمونیست چین بود که با پایان یافتن دوره مسئولیتش داوطلبانه سمتش را ترک کرد. حتی خود دنگ در سمت دبیر کلی حزب (که در آن زمان بهترین سمت نبود) در دهه ۵۰ بخاطر حمایت ضعیف از سیاست‌های اقتصادی مائوئیسمی محبوبیتش را از دست داد.

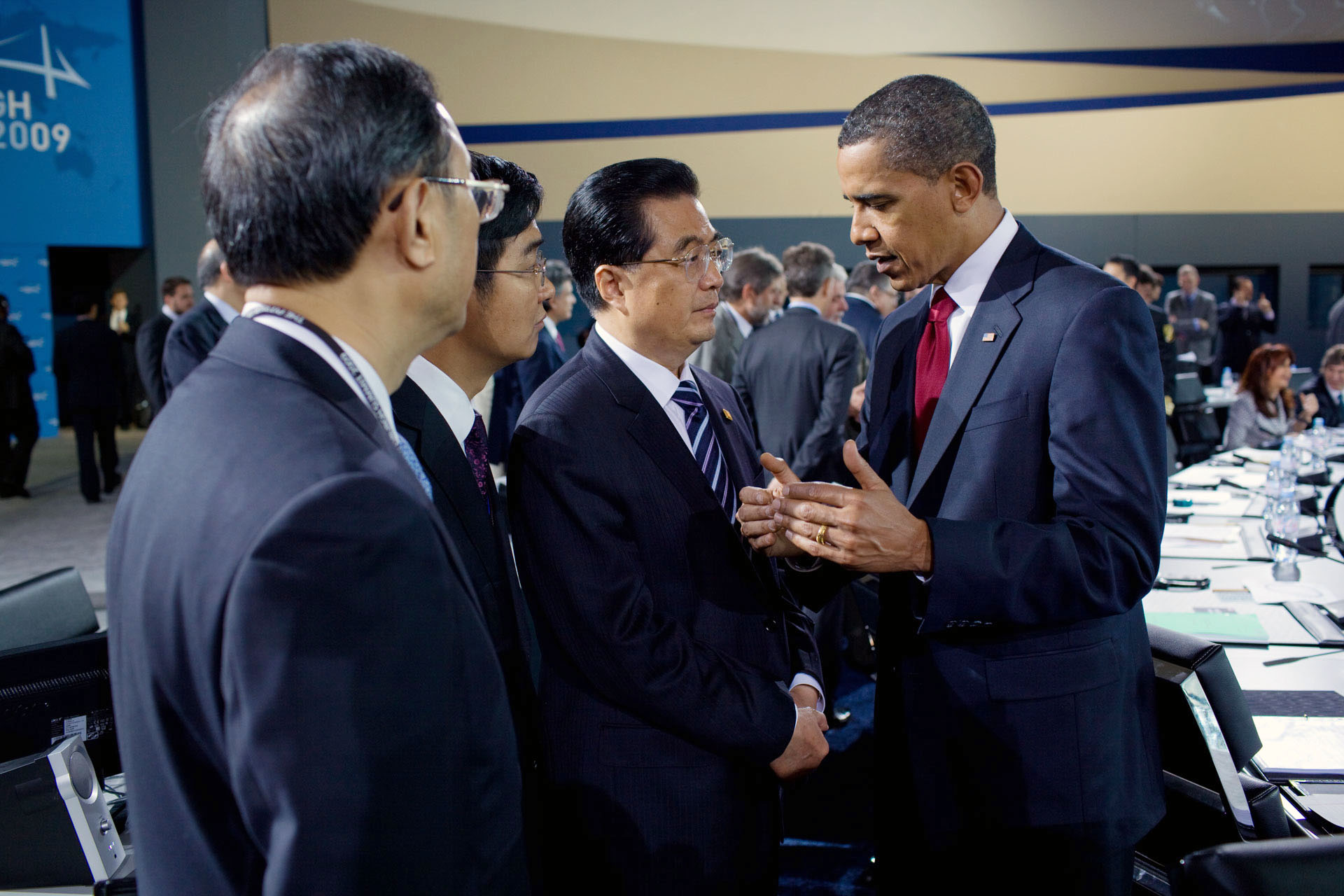
هو در کنار باراک اوباما در اجلاس گروه ۲۰ در پیتسبورگ

مقایسه تاریخی را نیز نباید نادیده گرفت. از اوایل دهه ۸۰ نهادینه‌سازی در جمهوری خلق چین افزایش یافت و قانون آن فردیت زدایی شد. حزب کمونیست چین در واکنش به هرج و مرج ناشی از انقلاب فرهنگی در صدد ایجاد نظام منظم جانشینی و روشی برآمد که مانع از ایجاد قانون غیررسمی و قهرمان پرستی شود.
اما با استعفای جیانگ از سمت ریاست کمیسیون مرکزی ارتش در سپتامبر ۲۰۰۴ که آخرین سمت رسمی او بود، گمانی زنی دربارهٔ رقابت جیانگ و هو پایان یافت. هو جانشین جیانگ زمین در سمت ریاست کمیسیون مرکزی ارتش شد و کنترل کشور، حزب و ارتش آزادی‌بخش خلق را نیز بدست آورد.

## نابرابری اقتصادی
یکی از چالش‌های مهمی که هو با آن مواجه بود نابرابری زیاد میان فقرا و ثروتمندان چینی بود و نارضایتی و خشم ناشی از آن به حدی افزایش یافت که بر سلطه حزب کمونیست چین لطمه زد. به‌علاوه پارتی بازی ای که چین را فراگرفته بود می‌توانست چین را دچار بحران عظیمی‌کند. با این حالت اوایل سال ۲۰۰۶ جنبش «هشت باید و نباید» را در تلاش برای نشان دادن چهره‌ای اخلاقی و از خود گذشته به مردم آغاز کرد.

## سیاست‌ها
ناظران اظهار می‌کنند هو در سیاست داخلی و خارجی با مقامات مسئول پیش از خود تفاوت دارد. در سیاست داخلی به نظر می‌آید خواهان صادق بودن با مردم دربارهٔ عملکرد و جلسات دولتی است. اخیراً خبرگزاری چین جزئیات بسیاری از جلسات کمیته دایمی مرکزی حزب کمونیست را منتشر کرد. وی بسیاری از رویدادهایی که سابقاً اسرار کمونیستی به حساب می‌آمد مانند مراسم بدرقه و استقبال از رهبران چینی که به دیدار سرزمین‌های خارجی می‌روند را لغو کرد. به علاوه هو به مشکلاتی چون شکاف بین ثروتمند و فقیر و توسعه غیرمنصفانه بین مناطق ساحلی و غیر مرزی توجه دارد. به نظر می‌آید تعریف دولت و حزب از رشد تغییر کرده باشد و دیگر به دنبال توسعه تولید ناخالص داخلی نباشد بلکه به دنبال برابری اجتماعی و آثار محیط زیستی می‌باشند.

## سیاست خارجی
در سال ۲۰۰۴ هو تمام مقامات ۵ قدرت اجرایی اصلی را از رفتن به تفریحگاه برای اجلاس سالیانه تابستان که قبلاً از نظر مقامات قدیمی و کنونی گردهمایی برگزیدگان حاکم جهت تصمیم‌گیری دربارهٔ سرنوشت چین به‌شمار می‌آمد، بازداشت. در روابط خارجی چین، هو از این جهت با پیشینیان فرق می‌کند که فعالانه درگیر بحران هسته‌ای اخیر کره شمالی شد. وی با مطرح کردن پیشرفت صلح‌آمیز چین، به همسایگان منطقه اطمینان داده‌است.

## کنترل رسانه
اما هو برخی انتظارات اولیه مبنی بر آزادیخواه بودن خود را رد کرد. او از نظر اصلاح سیاسی تندرو و عمل گرا است. دامادش، ماو داولین بالاترین مقام اجرایی sina.com (پورتال اینترنتی مشهور چین) بود که وبگاه‌های خارجی را مسدود می‌کرد. علاوه بر این در حالی که هو سعی در شفاف‌سازی تصمیم‌گیری و افزایش حاکمیت قانون داشت به صراحت اعلام کرد هدفش تقویت کردن و کارآمد شدن حزب است نه تضعیف آن یا برقراری نظام سیاسی کثرت گرا. در دسامبر ۲۰۰۴ مجله «اپن» هنگ کنگ توصیه سپتامبر هو به مسئولان تبلیغاتی را این گونه نقل کرد که چین کنترل و مدیریت ایدئولوژی را باید از کوبا و کره شمالی بیاموزد. اگرچه کره شمالی با «مشکلات موقتی مالی» مواجه بود در زمینه سیاست «همیشه درست» عمل کرده‌است. «اوپن» از هو نقل می‌کند که میخائیل گورباچف «خائن به سوسیالیسم» است.

## تایوان
در حالی که به نظر می‌رسید هو جینتائو در روابط سیاسی با تایوان انعطاف‌پذیر باشد چنانچه مسئله «فضای حیاتی بین‌المللی» برای تایوان را مطرح کرد به نطر نمی‌آید مایل به تجدید نظر دربارهٔ اتحاد مجدد چین به عنوان هدف اصلی باشد. در زمان مسئولیت هو، دولت ترغیب اتحاد مجدد سریع تحت عنوان یک کشور، دو نظام را به خاطر دستیابی تدریجی به افزایش یکپارچگی اقتصادی و فرهنگی متوقف کرد. ترتیب هر دو راهکار سریع و تدریجی با تصویب اصل ضد تجزیه جمهوری خلق چین در مارس ۲۰۰۵ و ملاقات بی‌سابقه هو لین چان رهبر کومینتانگ در آوریل ۲۰۰۵ آشکار شد که از نظر مفسران نشانه پذیرش وضع موجود است.

## هشت باید و نباید
هو در مارس ۲۰۰۶ «هشت باید و نباید» به عنوان اصول اخلاقی برای چینی‌ها منتشر کرد. این عمل یکی از راه‌های عقیدتی هو در مواجه با مشکلات چین مدرن به‌شمار می‌رود. اما این اصول در مقایسه با اقدام مسئولان پیشین وی از جمله سه عریضه جیانگ زمین، نظریه دنگ شیائوپینگ و اندیشه مائو تسه‌تونگ متفاوت است. این اقدام شیوه غیررسمی هر رهبر حزب کمونیست چین برای گسترش سوسیالیسم از طریق ترویج نظری است.